# NGC 7603
NGC 7603 ist eine Spiralgalaxie vom Hubble-Typ SA(rs)b: im Sternbild Fische auf der Ekliptik. Sie ist schätzungsweise 401 Mio. Lichtjahre von der Milchstraße entfernt und als Seyfert-Galaxie klassifiziert.
Am Himmel bildet die Galaxie gemeinsam mit PGC 71041 ein optisches Duo (Arp 92). Halton Arp gliederte seinen Katalog ungewöhnlicher Galaxien nach rein morphologischen Kriterien in Gruppen. Diese Galaxie gehört zu der Klasse Spiralgalaxien mit einem elliptischen Begleiter auf einem Arm (Arp-Katalog).
Die Galaxie wurde am 23. Oktober 1864 vom deutschen Astronomen Albert Marth entdeckt und ist im New General Catalogue verzeichnet.